# Kråktjärnen (Rättviks socken, Dalarna, 675417-148887)
Kråktjärnen är en sjö i Rättviks kommun i Dalarna och ingår i Dalälvens huvudavrinningsområde. Sjön har en area på 0,0836 kvadratkilometer och ligger 274,6 meter över havet.

## Delavrinningsområde
Kråktjärnen ingår i det delavrinningsområde (675266-148693) som SMHI kallar för Utloppet av Södra Ungsjön. Medelhöjden är 303 meter över havet och ytan är 18,75 kvadratkilometer. Räknas de 23 avrinningsområdena uppströms in blir den ackumulerade arean 348,94 kvadratkilometer. Kolningån (Marnäsån) som avvattnar avrinningsområdet har biflödesordning 3, vilket innebär att vattnet flödar genom totalt 3 vattendrag innan det når havet efter 269 kilometer. Avrinningsområdet består mestadels av skog (92 procent). Avrinningsområdet har 0,78 kvadratkilometer vattenytor vilket ger det en sjöprocent på 4,2 procent.